# Clorato de cobalto(II)
Clorato de cobalto(II) é um composto inorgânico de fórmula química Co(ClO3)2. É formado pela reação de dupla troca entre o sulfato de cobalto(II) e o clorato de bário:
CoSO4 + Ba(ClO3)2 → BaSO4 + Co(ClO3)2
O clorato de cobalto é um oxidante assim como todos os cloratos.